# Gerardo Enrique Hernández Suárez
Gerardo Enrique Hernández Suárez es un político cubano, actual presidente del Consejo Popular de Managua. En 1968 fue nombrado administrador de 2 granjas en Las Guásimas y ya en 1970 se incorporó a la aviación agrícola de las Fuerzas Armadas Revolucionarias de Cuba. Entre 1976 y 1980 fue miembro del comité ejecutivo de la Comisión de Trabajo Baracoa-La Habana. Posteriormente resultó promovido como cuadro profesional de la Dirección Nacional de los Comités de Defensa de la Revolución. Desde 1984 es parte del movimiento de microbrigada de Las Guásimas y ha sido diputado a la Asamblea Nacional del Poder Popular de Cuba en la III y VII Legislaturas.
- Datos: Q5878240